# Casa-galleria Vichi

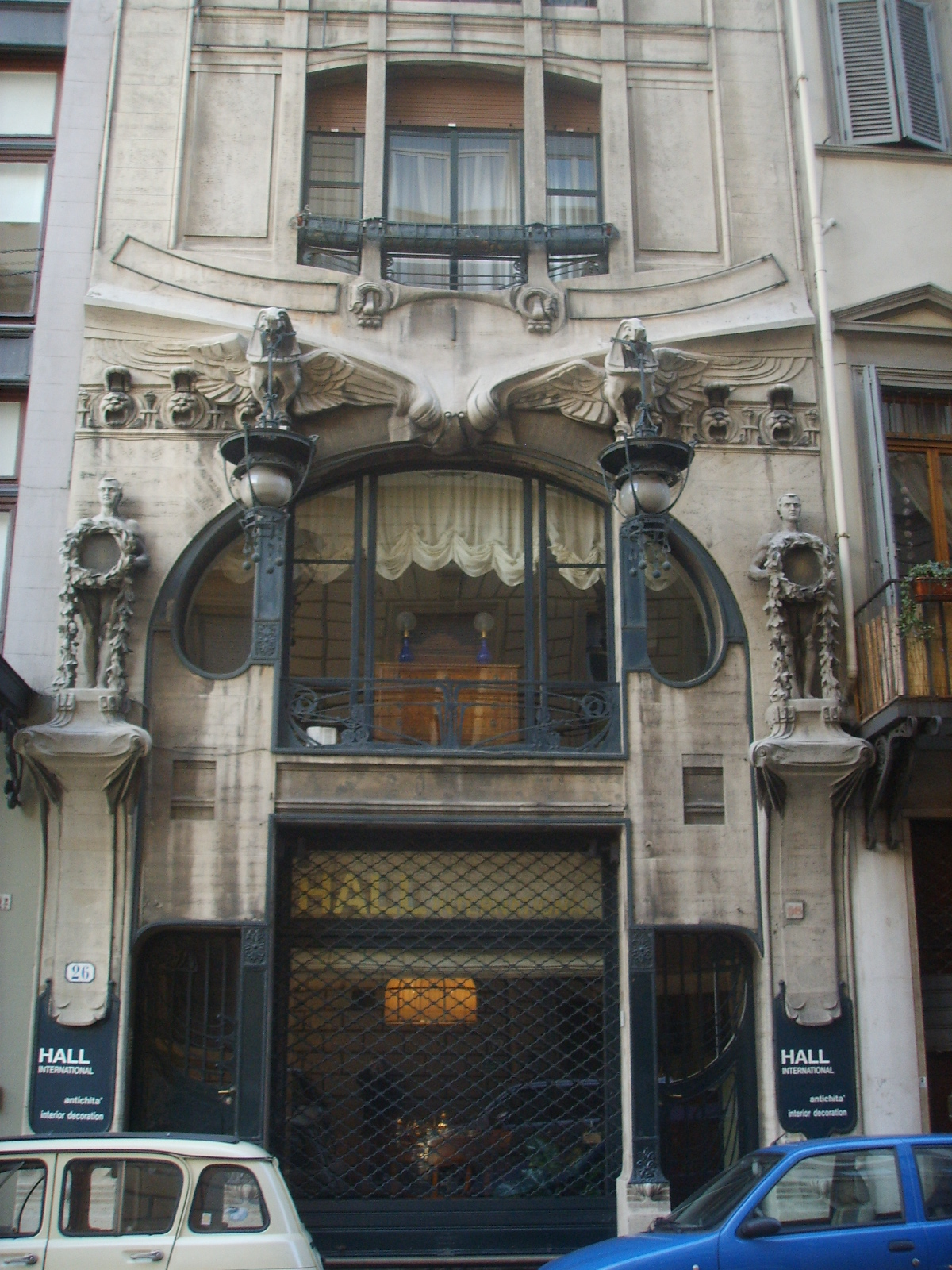

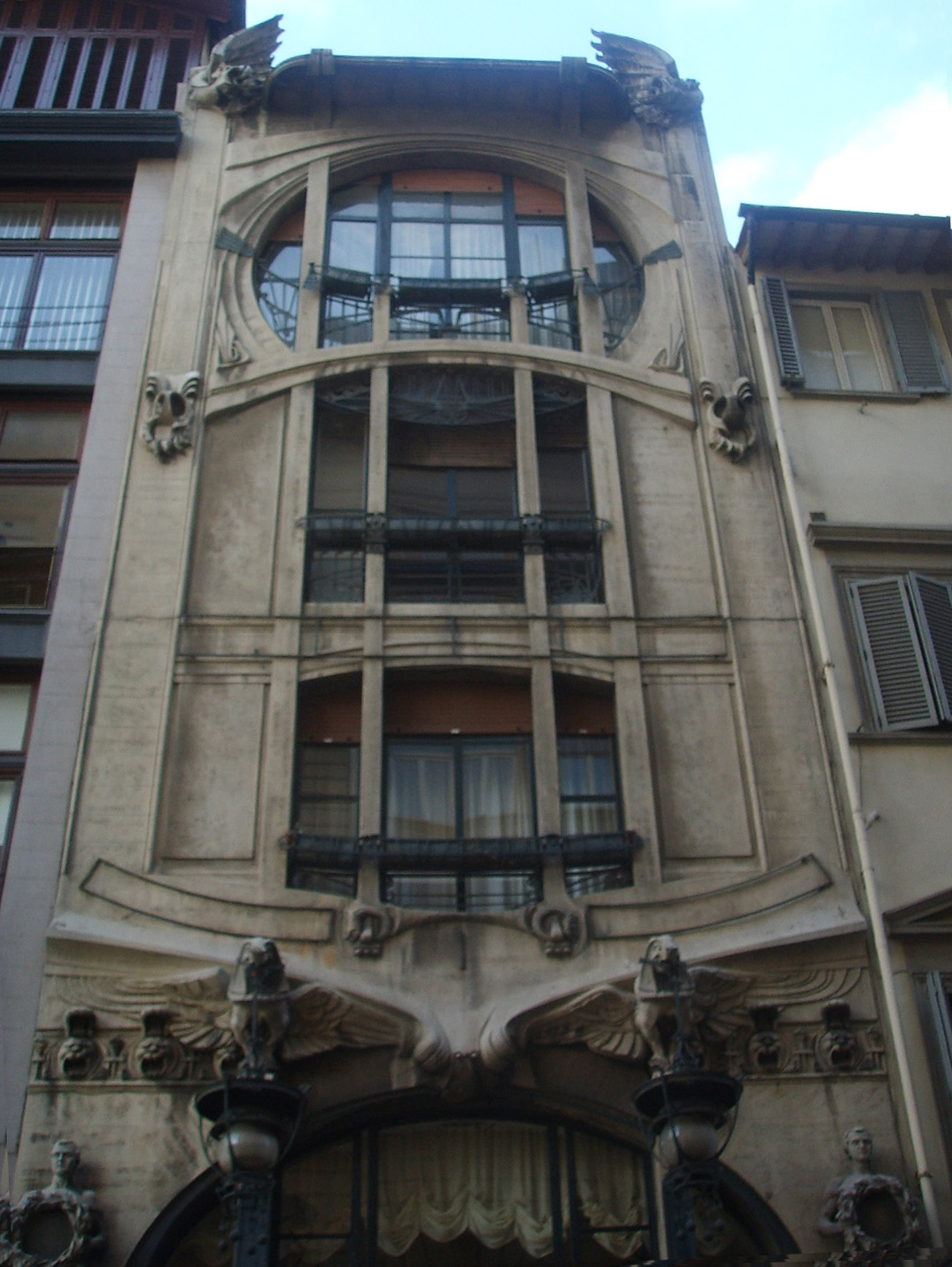

La Casa-galleria Vichi est un bâtiment Art nouveau de Florence, situé via Borgo Ognissanti, à quelques pas de l'église d'Ognissanti. 

## Histoire
La maison a été construite sur un projet de l'architecte Giovanni Michelazzi et constitue, en plus d'être l'œuvre la plus représentative de cet architecte, l'un des rares bâtiments de style Liberty dans le centre de Florence. 
On pense qu'elle a été achevée en 1911 : dans les années 1913-1914, Michelazzi lui-même y a vécu et y a probablement installé son propre atelier. 

## Lestyle Libertyà Florence
Ce style avait une certaine fortune en Toscane, en particulier dans les centres puis en fort développement, tels que Viareggio et Montecatini, et même à Florence on trouvait de nombreux bâtiments et villas, qui ont cependant été presque totalement démolis pendant les deux guerres mondiales et les reconstructions ultérieures. Cependant, le villino Broggi-Caraceni de la via Scipione Ammirato et le villino Lampredi de la via Giano della Bella subsistent du même architecte. 
D'autres exemples de Liberty se concentrent dans le quartier résidentiel de Campo di Marte, construit au début du XXe siècle, où certains bâtiments aux décorations fantaisistes typiques survivent, même si ces bâtiments n'ont pas la fantaisie structurelle de la Casa-galleria. 

## Articles associés
- Giovanni Michelazzi
- Villino Broggi-Caraceni
- Villa Ciuti
- Galleria Rinaldo Carnielo